# Joshua Bassett
Joshua Taylor Bassett (Oceanside, Kalifornia, 2000. december 22. –) amerikai színész és énekes.

## Filmográfia
- 2017: Gyilkos fegyver (Lethal Weapon)
- 2018:	Game Shakers
- 2018:	Piszkos János (Dirty John)
- 2018: A zűr közepén (Stuck in the Middle)
- 2019: Gray Anatómiája (Grey's Anatomy)
- 2019–2023: High School Musical: A musical: A sorozat (High School Musical: The Musical: The Series)
- 2021: Limbo
- 2021: Egy éjszaka Joshua Bassett-tel (A Night With Joshua Bassett)
- 2022: Jobb Nate, mint valaha (Better Nate Than Ever)
- 2022: Éjszaka a múzeumban: Kahmunrah újra felemelkedik (Night at the Museum: Kahmunrah Rises Again)

## Diszkográfia
- Joshua Bassett (2021)
- Crisis / Secret / Set Me Free (2021)
- Sad Songs in a Hotel Room (2022)
- Different (2022)